# Soarense Sport Clube
O Soarense Sport Club é um clube, fundado em 1926 na Avenida Doutor Artur Soares, freguesia de São Vicente em Braga.
Está filiado na Associação de Futebol de Braga.